# 조시 개드
조슈아 일란 "조시" 개드(영어: Joshua Ilan "Josh" Gad, 1981년 2월 23일 ~ )는 미국의 배우이다. 뮤지컬 《몰몬의 책》(2011-12) 출연을 통해 공동 주연을 맡은 앤드루 래널스와 함께 2011년 제65회 토니상 뮤지컬 부문 남우주연상 후보에 올랐다. 2013년부터 디즈니 애니메이션 《겨울왕국》 시리즈에서 올라프 역 목소리를 맡고 있다.

## 출연 작품

### 영화
- 크로싱 오버 (2009)
- 오리엔트 특급 살인 (2017)
- 안녕 베일리 (2019) - 베일리 역 (목소리)
- 리틀 몬스터 (2019)
- 아르테미스 파울 (2020)

### 애니메이션 영화
- 겨울왕국 (2013) - 올라프 역
  - 겨울왕국 열기 (2015)
  - 올라프의 겨울왕국 어드벤처 (2017)
  - 겨울왕국 2 (2019)
  - 원스 어폰 어 스튜디오 (2023)

### 뮤지컬
- 몰몬의 책 (2011-12)